# スティーブ・クロンプトン
スティーブン・S・クロンプトン（Steven S. Crompton）は、カナダ出身の芸術家、作家、デザイナーで、1981年からロールプレイングと漫画のジャンルで活動している。ゲーム業界では、『トンネルズ&トロールズ』などのアーティストとして最もよく知られている。

## 教育
スティーブン・クロンプトンは、アリゾナ州立大学のアートカレッジに2年間通った。

## ペンネーム
クロンプトンは、「M・スコット・ベルン」（M. Scott Verne）というペンネームで小説や短編小説を執筆している。